# Skrivnost turkizne meduze
Skrivnost turkizne meduze je kriminalni roman slovenskega pisatelja in režiserja iz Trsta, Sergeja Verča, ki je izšel pri založbi ZTT EST. Roman je izšel leta 1998 ter je nadaljevanje pisateljeve bolj znane knjige Rolandov steber. Oba dela je v italijanščino prevedla Laura Sgubin. 
V romanu opazimo temeljito in skrbno pripravo, študij kriminalistične tehnike, zanimivo postavljanje vprašanj ter sestavljanje kombinacij, odlično zaznavanje in popisovanje okolice. Avtor bralcu ponudi enake možnosti odkrivanja morilca, kot jih ima glavna oseba (komisar Perko), saj natančno opisuje okolico in svoja opažanja. 
Dogajanje je umeščeno v Trst, ki je s svojo avstro-ogrsko-slovensko specifiko primerno ozadje za pripovedovalčevo razglabljanje o tržaški kulturi in intelektualcih, pa tudi o položaju Slovencev. 

## Vsebina
Dogajanje zgodbe se odvija v Trstu in njeni okolici, leta 1993. Zgodba govori o tržaškemu policijskemu inšpektorju slovenskega rodu Benjaminu Perku - Benu. Beno je šef letečega oddelka tržaške policije.  
Pod predorom nekdanje železniške proge najdejo obglavljeno truplo. Po kasnejši raziskavi ugotovijo, da truplo pripada Marii Schläger. Sumijo, da je umrla 29.5.1992. Pri raziskovanju primera, se najprej osredotočijo na gospo Palmiro Gnezda, ki je truplo našla. Po pogovoru z njo, pri njej najdejo uro lešnikove barve, ki jo je dobila v varstvo od Spartaca Loya. Spartaco velja za razgrajača, ki vedno rine v težave.
Beno se poleg iskanja morilca osredotoči tudi na uro. O njej se pozanima v trgovini z urami Leibert. Od lastnika trgovine izve veliko informacij o uri. Tam spozna tudi Marino Girlinger, ki je najboljša prodajalka ur v trgovini. Ker sliši pogovor med Benom in gospodom Leibertom, ga povabi v kabinet na pogovor. Zanima jo, zakaj policija išče njenega zaročenca Spartaca in Benu ponudi pomoč pri podatkih z uro. Najdena ura znamke  Swatch je po mnenju gospoda Leiberta unikatni izdelek. Na steklenem delu ima12 krivulj, ki ne segajo do roba. Na sredini ima ura prilepljen kabošon turkiza v obliki ovala. Ker je  ura izdelana v seriji ur ''jelly fish'', je Beno uro poimenoval turkizna meduza.
Po zaslišanju Spartaca Loya izve, da je bila Maria njegovo dekle in da se je udeleževala elitnega Dunajskega krožka tržaških intelektualcev. Komisar poišče seznam vseh, ki so se krožka udeleževali. Beno kot prvega s svojega seznama obišče zdravnika Foicherja. Namesto njega pa mu vrata odpre njegova žena Maria Luisa Foicher. Beno si ob obisku njunega doma kot dober opazovalec skuša zaponmiti kar največ podrobnosti. Zakonca Foicher živita v razkošni vili. Ker ima gospod Foicher pacienta na obisku, se Benu posveti Maria Luisa. Med pogovorom izve, da sta imela zakonca hčer Bianco, ki je v stanovanju, ki sta ji ga podarila starša storila samomor. Kmalu zatem, iz zdravnikovega kabineta odide jezna Marina Girlinger. Po pogovoru z zdravnikom izve ključne informacije, ki ga kasneje pripeljejo do morilca.

## Zbirka
Roman je izšel v knjižni zbirki Mornik, založbe ZTT EST (Založništvo tržaškega tiska - Editoriale stampa triestina). 

## Izdaje in prevodi
- Slovenski izvirnik je izšel leta 1998. (COBISS)
- Roman je leta 2007 iz slovenščine v italjanščino prevedla Laura Sgubin. (COBISS)